# تشخيص التوحد
يعتمد تشخيص مرض التوحد على سلوك الشخص المبلغ عنه والملاحظ بشكل مباشر. لا توجد واسمات حيوية معروفة لحالات طيف التوحد التي تسمح بالتشخيص الحاسم.
في معظم الحالات، تُستخدم معايير التشخيص المدونة في التصنيف الدولي للأمراض التابع لمنظمة الصحة العالمية أو الدليل التشخيصي والإحصائي للاضطرابات النفسية الصادر عن الجمعية الأمريكية للأطباء النفسيين. يتم تحديث هذه الأدلة المرجعية بانتظام بناءً على تطور الأبحاث والتقييم المنهجي للخبرة السريرية واعتبارات الرعاية الصحية. حاليًا، يُستخدم الدليل التشخيصي والإحصائي للاضطرابات النفسية (الطبعة الخامسة) الذي نُشر في عام 2013 والمراجعة العاشرة للتصنيف الدولي للأمراض الذي دخل حيز التنفيذ في عام 1994، مع استبدال الأخير بالمراجعة الحادية عشرة للتصنيف الدولي للأمراض التي دخلت حيز التنفيذ في عام 2022 وتُنفذ حاليًا من قبل أنظمة الرعاية الصحية عبر العالم. يعتمد تشخيص طيف التوحد الذي يمكن إجراؤه والمعايير المستخدمة على لوائح نظام الرعاية الصحية المحلي.
وفقًا لمراجعة الدليل التشخيصي والإحصائي للاضطرابات النفسية (الطبعة الخامسة) لعام 2022، من أجل تشخيص اضطراب طيف التوحد، يجب على الفرد أن يعاني من «عجز مستمر في التواصل والتفاعل الاجتماعي» و«أنماط مقيدة ومتكررة من السلوكيات أو الاهتمامات أو الأنشطة». يجب أن تبدأ هذه السلوكيات في مرحلة الطفولة المبكرة وأن تؤثر على قدرة الفرد على أداء المهام اليومية. بالإضافة إلى على ذلك، يجب ألا تكون الأعراض قابلة للتفسير بشكل كامل من خلال اضطراب النمو الذهني أو التأخر النمائي الشامل.

## عملية التشخيص
هناك العديد من العوامل التي تجعل تشخيص اضطراب طيف التوحد أمرًا صعبًا. أولًا، لا توجد اختبارات تصويرية أو جزيئية أو وراثية موحدة يمكن استخدامها لتشخيص اضطراب طيف التوحد. بالإضافة إلى ذلك، يوجد تباين كبير في كيفية تأثير اضطراب طيف التوحد على الأفراد. تعتمد المظاهر السلوكية لاضطراب طيف التوحد على مرحلة نمو الفرد وعمر بداية الأعراض والدعم الحالي والتباين الفردي. أخيرًا، هناك العديد من الحالات التي قد تظهر بشكل مشابه لاضطراب طيف التوحد، بما في ذلك الإعاقة الذهنية وضعف السمع والضعف اللغوي الخاص مثل متلازمة لاندو-كليفنر واضطراب نقص الانتباه مع فرط النشاط واضطراب القلق والاضطرابات الذهانية. بالإضافة إلى ذلك، قد يزيد وجود مرض التوحد من صعوبة تشخيص الاضطرابات النفسية المرافقة مثل الاكتئاب.
من الناحية المثالية، يجب أن يُشخص اضطراب طيف التوحد من قبل فريق من الأطباء (مثل أطباء الأطفال والأطباء النفسيين للأطفال وأطباء الأعصاب للأطفال) بناءً على المعلومات المقدمة من قبل الفرد المصاب ومقدمي الرعاية وغيرهم من المهنيين الطبيين ومن الملاحظة المباشرة. يبدأ تقييم إصابة طفل أو شخص بالغ باضطراب طيف التوحد عادةً بأخذ طبيب أطفال أو طبيب الرعاية الصحية الأولية التاريخ النمائي وإجراء فحص جسمي. إذا لزم الأمر، يجوز للطبيب إحالة الفرد إلى أخصائي اضطراب طيف التوحد الذي سيقوم بمراقبة وتقييم العوامل المعرفية والتواصلية والأسرية وغيرها من العوامل باستخدام أدوات موحدة، مع الأخذ في الاعتبار أي حالات طبية مرتبطة بها. غالبًا ما يُطلب من أخصائي علم النفس العصبي للأطفال تقييم السلوك والمهارات المعرفية، للمساعدة في التشخيص والتوصية بالتدخلات التثقيفية. يمكن إجراء المزيد من الفحوصات بعد تشخيص الإصابة باضطراب طيف التوحد. قد يشمل ذلك تقييمًا وراثيًا سريريًا خاصةً عندما تشير الأعراض الأخرى بالفعل إلى سبب وراثي. رغم أن نحو 40% من حالات اضطراب طيف التوحد قد تكون مرتبطة بأسباب وراثية، لا يوصى حاليًا بإجراء اختبار جيني كامل على كل فرد شُخصت إصابته باضطراب طيف التوحد. تقتصر المبادئ التوجيهية المتفق عليها للاختبارات الجينية لدى المرضى الذين يعانون من اضطراب طيف التوحد في الولايات المتحدة والمملكة المتحدة على اختبار الكروموسوم عالي الدقة واختبار الكروموسوم إكس الهش. لا تُجرى اختبارات الأيض والتصوير العصبي بشكل روتيني لتشخيص اضطراب طيف التوحد.
يختلف العمر الذي يُشخص فيه اضطراب طيف التوحد. في بعض الأحيان، يمكن تشخيص اضطراب طيف التوحد في عمر مبكر يصل إلى 18 شهرًا، ومع ذلك، قد لا يكون تشخيص اضطراب طيف التوحد قبل عمر السنتين موثوقًا به. يصبح التشخيص مستقرًا بشكل متزايد خلال السنوات الثلاث الأولى من الحياة. مثلًا، يعد الطفل البالغ من العمر عامًا واحدًا والذي يستوفي معايير تشخيص اضطراب طيف التوحد أقل احتمالًا لمواصلة استيفاء نفس المعايير بعد بضع سنوات مقارنةً بالطفل البالغ من العمر ثلاث سنوات. بالإضافة إلى ذلك، قد يعتمد عمر التشخيص على شدة اضطراب طيف التوحد، مع احتمال تشخيص الأشكال الأكثر شدة من اضطراب طيف التوحد في سن مبكرة. غالبًا ما تؤدي مشاكل الوصول إلى الرعاية الصحية، مثل تكلفة المواعيد أو التأخر في أخذ المواعيد، إلى تأخر تشخيص اضطراب طيف التوحد. في المملكة المتحدة، توصي الخطة الوطنية لأطفال التوحد بعدم تجاوز فترة 30 أسبوعًا منذ بداية ملاحظة الأعراض حتى يُجرى التشخيص والتقييم الكاملين، رغم أن قلة من الحالات يتم تداركها بهذه السرعة في الممارسة العملية. أدى عدم الوصول إلى الرعاية الطبية المناسبة وتوسع معايير التشخيص وزيادة الوعي المحيط باضطراب طيف التوحد في السنوات الأخيرة إلى زيادة عدد الأفراد الذين يُشخصون باضطراب طيف التوحد بعد البلوغ. يطرح تشخيص اضطراب طيف التوحد لدى البالغين تحديات فريدة لأنه ما يزال يعتمد على التاريخ النمائي الدقيق ولأن البالغين المصابين بالتوحد يتعلمون أحيانًا استراتيجيات التكيف، المعروفة باسم «الإخفاء» أو «التمويه»، ما قد يزيد من صعوبة الحصول على التشخيص.

## الكشف
يلاحظ نحو نصف آباء الأطفال المصابين باضطراب طيف التوحد سلوكيات أطفالهم غير النمطية بعمر 18 شهرًا، ويلاحظهم نحو أربعة أخماس آبائهم بعمر 24 شهرًا. إذا لم يحقق الطفل أيًا من المعالم التالية، هذا «مؤشر مطلق للانتقال نحو المزيد من التقييمات. قد يؤدي تأخر الإحالة لمثل هذا الاختبارات إلى تأخر التشخيص والعلاج ما يؤثر على نتائج [الطفل] على المدى الطويل».
* عدم الاستجابة عند المناداة باسمه (أو التحديق مع التقاء العيون المباشر) بحلول عمر 6 أشهر.
* عدم البدء بالمناغاة (لغة الطفل الرضيع) بحلول عمر 12 شهرًا.
* عدم القيام بالإيماءات (الإشارة والتلويح وما إلى ذلك) بحلول عمر 12 شهرًا.
* عدم القدرة على تشكيل كلمات مفردة بحلول عمر 16 شهرًا.
* عدم القدرة على تشكيل عبارات مكونة من كلمتين (عفوية، وليس مجرد لفظ صدوي) بحلول 24 شهرًا.
* فقدان أي مهارة لغوية أو اجتماعية، في أي عمر

## التشخيص الخاطئ
هناك مستوى عالٍ من التشخيص الخاطئ لمرض التوحد لدى الأطفال ذوي النمو العصبي النموذجي؛ 18-37% من الأطفال الذين شُخصت إصابتهم باضطراب طيف التوحد يفقدون تشخيصهم في النهاية. لا يمكن تفسير هذا المعدل المرتفع لإلغاء التشخيص من خلال علاج اضطراب طيف التوحد الناجح وحده. كان السبب الأكثر شيوعًا الذي ذكره الآباء سببًا لإلغاء تشخيص اضطراب طيف التوحد هو معرفة معلومات جديدة عن الطفل (73.5%)، كتشخيصه بحالة أخرى بديلة مثلًا. شملت الأسباب الأخرى التشخيص الذي يُقدم بهدف تمكن الطفل من تلقي علاج اضطراب طيف التوحد (24.2%)، ونجاح علاج اضطراب طيف التوحد أو النضج (21%)، وعدم رضا الوالدين عن التشخيص الأولي (1.9%).